# Jakusimaru Ecuko
Jakusimaru Ecuko (やくしまるえつこ; Hepburn: Etsuko Yakushimaru) japán énekes, dalszövegíró, zeneszerző és zenei producer, a Szótaiszeiriron, a Tutu Helvetica, a Jakusimaru Ecuko to d.v.d, az Atami no Pynchon és a Hirakusi zenei projektek tagja. Mindezek mellett illusztrációval, szavalással, narrációval és reklámzene-írással is foglalkozik. Dalszövegíróként és zeneszerzőként a Tika・α (ティカ・α) álnév alatt is tevékenykedik.
Számos zenésszel, köztük Szakamoto Rjúicsivel, Szuzuki Keiicsivel, Csikada Haruóval, Szunahara Josinorival, a Kuricorder Quartettel, Ótomo Josihidével, a Giulietta Machine-nal, Jim O’Rourke-kal, a d.v.d-vel, Kanno Jókóval, a simmel, Merzbow-val, Takahasi Jukihiróval, ECD-vel, Doravideóval és a Fishmanszel is dolgozott együtt, az általa szerzett popdalokra jellemző a John Zorn Cobrájához hasonló improvizáció.

## Diszkográfia

### Kislemezek
| # | Megjelenés           | Cím                                      | Katalógusszám |
| - | -------------------- | ---------------------------------------- | ------------- |
| 1 | 2009. október 21.    | Ojaszumi Paradox/Jenny va gokigen naname | KICM–1296     |
| 2 | 2010. május 26.      | Venus to Jesus                           | KICM–1312     |
| 3 | 2010. november 17.   | Cosmos vs Alien                          | KICM–1323     |
| 4 | 2011. május 25.      | Lulu/Tokimeki Hacker                     | KICM–1340     |
| 5 | 2011. október 5.     | Nornir/Sónen jo vare ni kaere            | KICM–3238     |
| 6 | 2012. szeptember 26. | Jamijami/Lonely Planet                   | RZCM–59131    |
| 7 | 2014. január 29.     | X dzsigen e jokoszó/Zettai Monsieur szei | VTCL–35175    |
| 8 | 2016. július 22.     | New Moon ni koisite/Z onna szenszó       | KICM–1707     |
| 9 | 2016. szeptember 16. | Vatasi va dzsinrui                       |               |

- Jakusimaru Ecuko/Sailor Uranus (Minagava Dzsunko) & Sailor Neptune (Óhara Szajaka)

New Moon ni koisite/eternal eternity (2016. április 27.) KIZM–423/4 (CD+DVD)

### Albumok
Jakusimaru Ecuko név alatt
| # | Megjelenés        | Cím                 | Katalógusszám           |
| - | ----------------- | ------------------- | ----------------------- |
| 1 | 2013. április 10. | Radio Onsen Eutopia | XNMR–01225 RZCM–59360/B |

Yakushimaru Experiment név alatt
| # | Megjelenés        | Cím              | Katalógusszám |
| - | ----------------- | ---------------- | ------------- |
| 1 | 2016. március 30. | Flying Tentacles | RZCM–86085    |

### Digitális kislemezek
- Szakamoto Rjúcsi+Jakusimaru Ecuko – adaptation 05.1 – eyrs (adaptation 05.2 ballet m_canique – eyrs)[3]
- Jakusimaru Ecuko – Cheer-Cheer[4]
- Jakusimaru Ecuko – Jakusimaru Ecuko sanai hószó Ócuki⇔Kawagucsi-ko[4]
- Jakusimaru Ecuko – Flash of Dopamine

### Videók
- Etsuko Yakushimaru – “I’m Humanity” (Mutated at YCAM)

### Egyéb szólódalok
- Jakusimaru Ecuko – Róduko CD (a Studio Voice magazin 2009 júliusi lapszámának melléklete)
  1. Mori no kami (író: Jumeno Kjúszaku)
  2. Kigandzsó Arsène Lupin (író: Maurice Leblanc, zene: ECD)
  3. Jama no kodomo (író: Okamoto Kanoko, zene: Merzbow)
- Yukushimaru Etsuko Metro Orchestra – Nornir/Sónen jo vare ni kaere (a Nornir/Sónen jo vare ni kaere remixalbuma)
  1. Nornir remixed by Ametsub
  2. Sónen jo vare ni kaere remixed by DJ Baku
- Jakusimaru Ecuko (2009. szeptember 14.) – kizárólag a Csaku-uta szolgáltatáson keresztül volt elérhető[5]
  1. Bunkai-kun no uta
  2. Ucsú-csan no uta
- Jakusimaru Ecuko – Kirikirimai
- Jakusimaru Ecuko – Peter Rabbit to vatasi (eredetileg a Tribute to Taeko Onuki tribute albumon jelent meg)
- Jakusimaru Ecuko – Otome no Policy (eredetileg a Bisódzso szensi Sailor Moon: The 20th Anniversary Memorial Tribute tribute albumon jelent meg)

### Ideiglenes zenei projektek tagjaként
- Jakusimaru Ecuko to d.v.d
  - 2010. április 7. Blu-Day kislemez
  - 2011. december 14. Gurugle Earth kislemez
- Isivatari Dzsundzsi & Sunahara Josinori+Jakusimaru Ecuko
  - 2010. május 26. kamisama no iu tóri kismelez
- Fishmans+
  - 2011. április 11. A Piece of Future kislemez

### Közreműködések
- detune – sono (háttérének és felolvasás)
- különböző előadók – Ukulele Tezuka Oszamu (a Vampire című dal a Kuricorder Quartettel)
- Jim O’Rourke – All Kinds of People: Love Burt Bacharach (az Anonymous Phone Call című dal)
- Szuzuki Keiicsi – Keiichi Suzuki: Music for Films and Games (a Smiles and Teaers 2010 című dal)
- Yamp Kolt – yes (a Ohiszama va taijó című dal)
- Ósima Terujuki – The Sounds Fur Klastar Point (zenész)
- Juasza Van – Funami (a Mimizu című dal)
- Sin ningen manjóuta: Akujū szakusi-sú – Kirikirimai (Giulietta Machine-feldolgozás)
- Cornelius – NHK Designah Soundtrack (a Jadzsirusi Song című dalon)[6]
- Macumoto Takasi Tribute Cover Album: Kazemacsi Aimasó (a Haikara va kucsi című dalon)[7]
- Mondo Grosso – Nandodemo atarasiku umareru (az Ótoszejo című dalon énekel, illetve a dalszövegét is ő írta, valamint a dal társproducere is)

### Dalszövegírói és zeneszerzői munkái
- SMAP
  - Gaiai ni onegai (dalszöveg és hangszerelés)
- Jamasita Tomohisza
  - Ai, Texas (dalszöveg és hangszerelés)[8]
- Momoiro Clover Z
  - Z onna szenszó (dalszöveg és zene)
  - Happy Re:Birthday (dalszöveg, zene és hangszerelés)
  - New Moon ni koisite (dalszöveg, zene és hangszerelés)
- Horie Micuko
  - New Moon ni koisite (dalszöveg, zene és hangszerelés)
- Hanazava Kana
  - Kokjútoszu (dalszöveg, zene, hangszerelés, művészeti vezető, videóklip-rendező)
  - Abracadabra kataomoi (dalszöveg, zene és hangszerelés)
- Bisódzso szensi Sailor Moon Crystal
  - Kakumei Night & Day (dalszöveg, zene és hangszerelés)
- Mondo Grosso (vocal: Szaitó Aszuka (Nogizaka46)
  - Vakuszei tantra (dalszöveg. társproducer)

## Kiállításai
- 2012	
  - Jakusimaru Ecuko: Myodesopsia (Talion Gallery, Tokió)
  - Art Access Adachi: Otomacsi szendzsu no en (Tokió)
- 2013
  - Love-ten (Mori Művészeti Múzeum, Tokió)
  - Han dzsúrjoku-ten fujú/Dzsikú rjokó/Parallel World (Tojota Városi Művészeti Múzeum, Aicsi)
- 2016
  - Tenszei Jingle (Jamagucsi Művészeti és Médiaközpont, Jamagucsi)
  - Tanpaku sicu mitai ni (Jamagucsi Művészeti és Médiaközpont, Jamagucsi)
  - Vatasi va dzsinrui (Jamagucsi Művészeti és Médiaközpont, Jamagucsi)
  - Kenpoku Art 2016 (Ibaraki)

## Illusztrációi
- Nacu no arasi! Sunkafuju-csú televíziós animesorozat 2. epizódjának záró képkockája
- Gainax – SF hjakkei[9]
- Kanno Jóko×Tesima Aoi – Because (borító)
- HMV Online – HMV Anime! (az „Et-csan menedzser” nevű szereplő megalkotása)[10]
- Kjó Macsikóval közös manga[11]
- Kósiki-ban szubarasii Fishmans no hon (INFAS Publications) (az Óame kózui keihó című rajz)
- Space Dandy televíziós animesorozat záróképsorai
- Eureka 2012 októberi lapszáma (a Kanodzso va hontóni dorobódatta című manga)[12]
- Eureka 2015 januári lapszám (a Kotoba no ajatori című manga)
- Eureka 2016 februári lapszám (a Kavaii szaisú kesszen című manga)
- Moit Beats (külső és belső borító)[13]
- a Szótaiszeirironnal kapcsolatos összes illusztráció